# Get Up (R.E.M.)
Get Up è un brano musicale del gruppo statunitense dei R.E.M., pubblicato nel settembre 1989 come quarto ed ultimo singolo tratto dal sesto album della band Green.

## Tracce
1. "Get Up" – 2:35
2. "Funtime" (David Bowie, Iggy Pop) – 2:16